# Villeneuve-le-Comte
 Villeneuve-le-Comte  es una población y comuna francesa, en la región de Isla de Francia, departamento de Sena y Marne, en el distrito de Provins y cantón de Rozay-en-Brie.

## Demografía
| 662 | 908 | 1117 | 1173 | 1297 | 1683 |
| Para los censos de 1962 a 1999 la población legal corresponde a la población sin duplicidades (Fuente: INSEE [Consultar]) |     |      |      |      |      |